# Osiedle Słowackiego Północ (Piotrków Trybunalski)
Osiedle Słowackiego Północ – osiedle i jednostka administracyjna Piotrkowa Trybunalskiego, położone w zachodniej części miasta.

## Położenie
Obszar działania jednostki pomocniczej Miasta Osiedle "Słowackiego Północ" znajduje się na terenie miasta Piotrkowa Trybunalskiego i obejmuje teren ograniczony następującymi ulicami:
-  od północy: ul. Polna (południowa strona) od Al. Armii Krajowej, ul. Twardosławicka (południowa strona) do granic miasta,
- od południa: ul. Słowackiego (północna strona) od ul. Armii Krajowej do granic miasta,
- od wschodu: Al. Armii Krajowej (zachodnia strona) na odcinku od ul. Słowackiego do ul. Polnej,
- od zachodu: granice miasta na odcinku od ul. Słowackiego do ul. Twardosławickiej.

## Zabudowa mieszkalna
Znaczną większość stanowią bloki zbudowane z systemu płytowego „szczecin”, a pozostałe to bloki ceglane. Pierwsze budynki powstawały w II poł. lat 80 XX w. Zanim powstało osiedle, zakłady budowlane demontowały stare zabudowanie np. domy mieszkalne. Większość bloków należy do Spół. mieszkaniowej. im. J. Słowackiego.

## Inne budynki
Na terenie osiedla znajduje się parafia Najświętszego Serca Jezusowego i inne miejsca użyteczności publicznej, m.in. galeria handlowa Focus Mall. We wschodniej części jest III Liceum Ogólnokształcące.

## Skład rady osiedla "Słowackiego Północ"
W dniu 27 czerwca 2019 r. wybrano Radę Osiedla "Słowackiego Północ" w następującym składzie:
1. Biniek Marian - Zastępca Przewodniczącego Rady Osiedla  
2. Czarczyk Michał - Sekretarz Zarządu Osiedla  
3. Furman Wiesława - Zastępca Przewodniczącego Zarządu Osiedla
4. Gałecka Sylwia  
5. Górczak Włodzimierz  
6. Grabowska Janina  
7. Kapusta Witold  
8. Masiarek Michał
9. Młoczkowski Izydor - Przewodniczący Zarządu Osiedla
10. Pełka Jadwiga  
11. Podleska Wanda  
12. Sroczyński Antoni
13. Szelka Józef - Przewodniczący Rady Osiedla  
14. Wierzch Halina

15. Wrońska Maria - Skarbnik Zarządu Osiedla